# Dombasle-sur-Meurthe
Dombasle-sur-Meurthe är en kommun i departementet Meurthe-et-Moselle i regionen Grand Est (tidigare regionen Lorraine) i nordöstra Frankrike. Kommunen ligger i kantonen Saint-Nicolas-de-Port som tillhör arrondissementet Nancy. År 2022 hade Dombasle-sur-Meurthe 9 528 invånare.

## Befolkningsutveckling
Antalet invånare i kommunen Dombasle-sur-Meurthe
| Referens: INSEE |